# Szczeżuja wielka
Szczeżuja wielka (Anodonta cygnea) – palearktyczny gatunek małża z rodziny skójkowatych (Unionidae). Największy spośród rodzimych małży występujących w Polsce. W wielu krajach Środkowej Europy, w związku ze spadkiem liczebności jego populacji, jest wpisany do czerwonych list gatunków zagrożonych i, m.in. w Polsce, prawnie chroniony.

## Systematyka
Gatunek należy do rodziny skójkowatych (Unionidae), jest jednym z siedmiu występujących w Polsce gatunków tej rodziny. W Polsce znana pod nazwą zwyczajową jako szczeżuja wielka. Opisany został przez Linneusza jako Mytilus cygnaeus.

## Występowanie
Gatunek palearktyczny. Występuje w wodach śródlądowych Europy i Azji, od Półwyspu Iberyjskiego na zachodzie po Syberię na wschodzie, na południu po północny Kaukaz. W Szwajcarii występuje w zbiornikach wodnych na terenach położonych do wysokości 1500 m n.p.m. Do lat 50. XX w. szczeżuja ta była w Polsce pospolita, w końcu XX w. była już gatunkiem bardzo rzadkim.

## Budowa

### Cechy morfologiczne

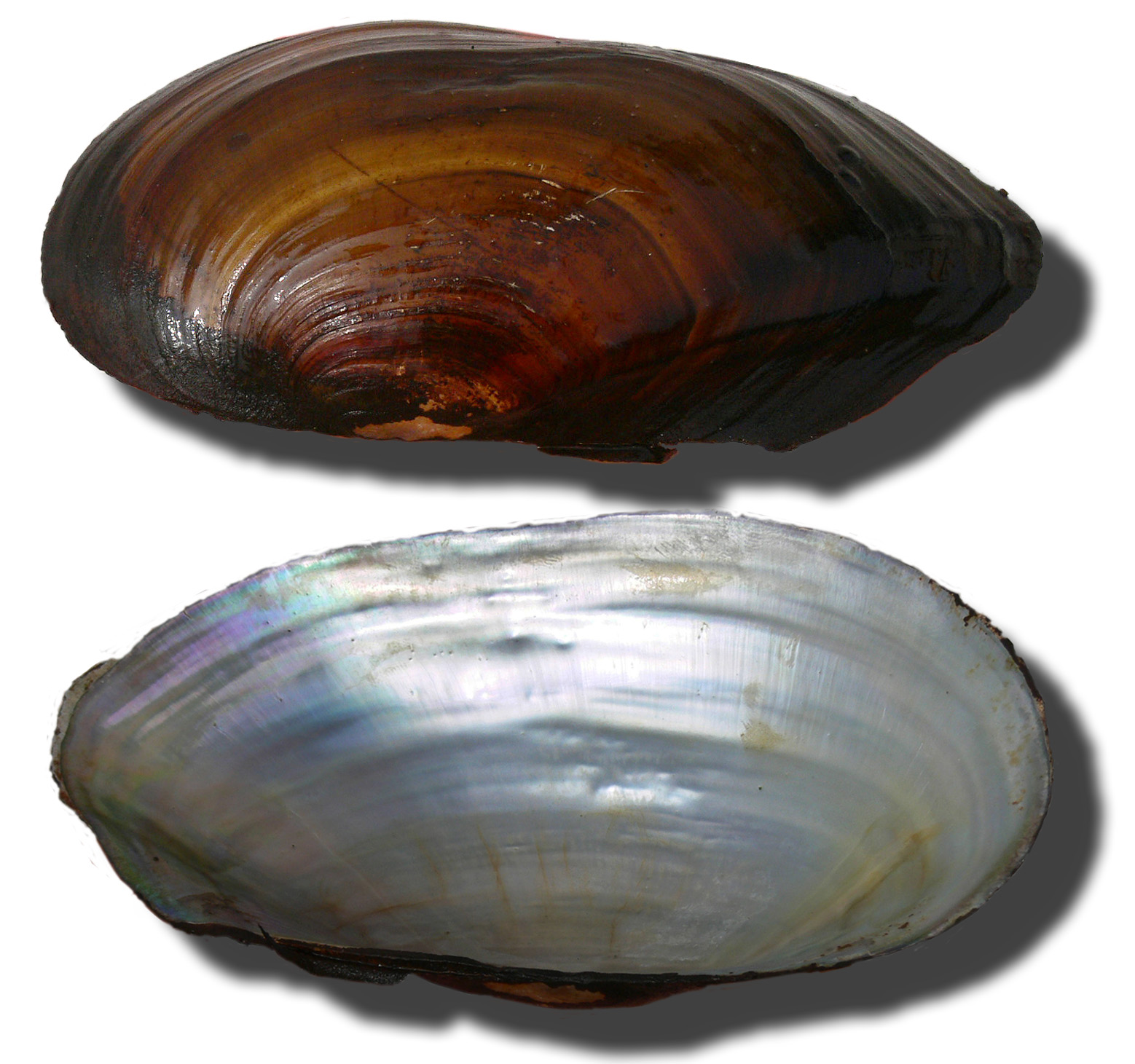
Widok muszli szczeżui wielkiej – od strony zewnętrznej i od wewnętrznej.

Muszla duża, o zarysie podłużnie owalnym, cienkościenna i delikatna. Wierzchołki muszli mocno przesunięte w kierunku przodu muszli, brzegi grzbietowy i brzuszny muszli proste i wzajemnie równoległe. Koniec muszli znajduje się na wysokości osi podłużnej muszli. Na przekroju poprzecznym muszla zachowuje prawie taką samą grubość od wierzchołka do krawędzi brzusznej. Linie przyrostu na powierzchni zewnętrznej tworzą regularne, delikatne pofałdowania, periostrakum nie jest sfałdowane. Rzeźba muszli embrionalnej w postaci bruzd zgodnych z pierścieniami przyrostów, biegnących od brzegu do brzegu muszli. Skrzydeko małe. Muszla bez zamka (zamek zredukowany, nie występują żadne zęby ani listwy), wiązadło długie. Wewnątrz muszla gładka, matowoperłowa. Odciski przednich mięśni zwieracza muszli i wciągacza nogi połączone, odcisk mięśnia wyciągacza nogi ma kształt półksiężycowaty, odciski tylnego mięśnia zwieracza muszli i wciągacza nogi są połączone wąskim przesmykiem.
Barwa muszli zmienna, od kremowej po oliwkowobrunatną lub rogową.
Jest to największy z rodzimych, występujących w Polsce gatunków małży. Wymiary muszli: długość 100–200 mm, wysokość 60–120 mm, szerokość 30–60 mm. Maksymalna długość muszli dochodziła w początkach XX w. do 260 mm.
Skrzela stosunkowo szerokie, płaty wewnętrzne szersze z przodu, lekko zwężają się ku tyłowi, brzeg brzuszny jest delikatnie zaokrąglony, prawie prosty. Płaty zewnętrzne mają końce o zaostrzonym kształcie, krawędzie brzuszne są mocniej wygięte niż płatów wewnętrznych. Duży tyflosol i rowek jelitowy kończą się na dnie żołądka w okolicy ujścia przewodów wątrobotrzustki.

## Biologia i ekologia

### Zajmowane siedliska
Gatunek występuje w śródlądowych wodach bieżących i stojących, w zbiornikach o różnej trofii i wielkości: jeziorach, zbiornikach zaporowych, stawach, starorzeczach, wolno płynących rzekach i kanałach. Spotykany w osadach, głównie w partiach zbiornika o głębokości od 1 m do kilku metrów. Gatunek słodkowodny, toleruje zasolenie wody do 0,1–0,2‰. Największe liczebności osiąga w zbiornikach o dużej trofii. Jest wrażliwy na zanieczyszczenie wody i deficyty tlenowe. Preferuje występowanie w osadach dennych o charakterze mulistym.

### Odżywianie
Filtrator, odżywia się sestonem i detrytusem. Cząstki pokarmu odfiltrowane na skrzelach kierowane są ku rynience brzeżnej i dalej ku płatom gębowym.

### Rozmnażanie

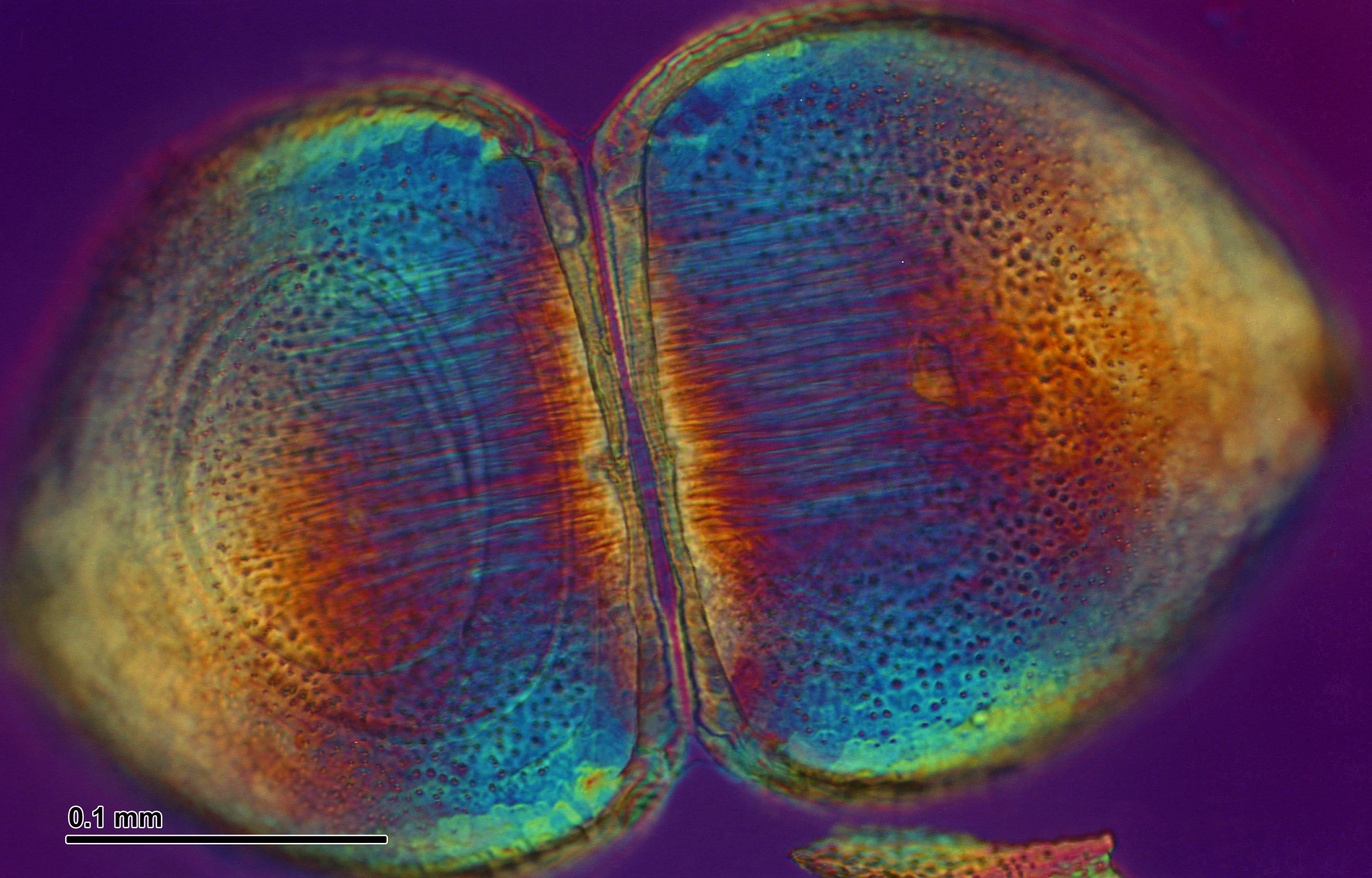
Zdjęcie larwy szczeżui wielkiej (glochidium) – stadium rozwojowego pasożytującego na skrzelach lub płetwach ryb.

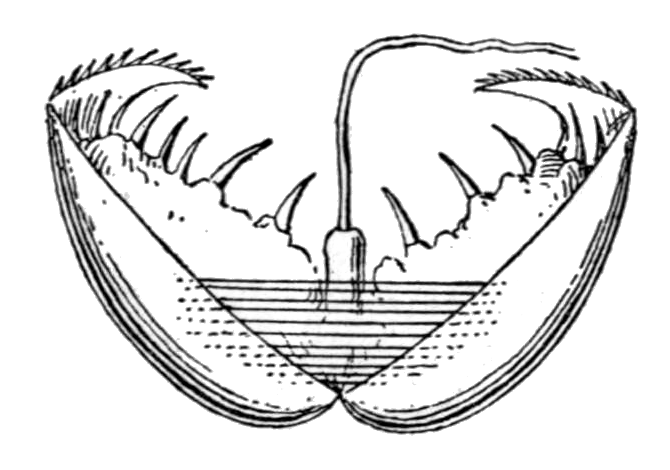
Schemat larwy (glochidium) szczeżui wielkiej.

Gatunek rozdzielnopłciowy (niektórzy autorzy podają, że osobniki tego gatunku mogą być hermafrodytyczne). Brak wyraźnego dymorfizmu płciowego (duże samice są nieco bardziej pękate niż samce). Podobnie jak u pozostałych Unionidae, występuje specyficzna forma opieki nad potomstwem: składane jaja trafiają do płatów zewnętrznych skrzeli i tam są zapładniane przez plemniki, które zostały wciągnięte ze strumieniem wody z zewnątrz. Larwy (glochidia), o średnicy około 0,4 mm, przetrzymywane są w skrzelach od września do wiosny (kwiecień-maj). Wyrzucane są wówczas przez osobniki rodzicielskie do toni wodnej, gdzie, natknąwszy się na rybę, przyczepiają się do jej płetw, skrzeli, rzadziej do warg i nozdrzy. Żywicielem glochidiów mogą być: ciernik (Gasterosteus aculeatus), bass słoneczny (Lepomis gibbosus), okoń (Perca fluviatilis), szczupak (Esox lucius), lin (Tinca tinca), węgorz europejski (Anguilla anguilla). W krajach o klimacie cieplejszym niż polski uwalnianie glochidiów trwać może przez całą zimę. Pasożytująca larwa otacza się cystą, w której przebywa kilka tygodni, dopóki nie przekształci się w młodocianego małża zdolnego do samodzielnego życia, wówczas odpada i zagłębia się w osadach dennych. Dojrzałość płciową osobnik młodociany osiąga po kilku latach. Długość życia wynosić może kilkadziesiąt lat.

### Interakcje międzygatunkowe
Osobniki A. cygnaea mogą być żywicielem pośrednim sporocyst i redii przywr Bucephalus polymorphus, Phyllodistomum folium. W skrzelach mogą pasożytować różne gatunki wodopójek z rodziny Unionicolidae. Na fragmentach muszli szczeżuj wystających z osadów często osiedlają się racicznice zmienne (Dreissena plymorpha). Różanka pospolita (Rhodeus sericeus) wykorzystuje jamę płaszczową małża do składania jaj i wylęgu młodych.

## Zagrożenia i ochrona
Gatunek szeroko rozprzestrzeniony, jednak zanika w niektórych krajach i jego liczebność maleje. Na czerwonej liście IUCN miał w 2015 roku status gatunku najmniejszej troski (LC), jednak ponieważ zanikł (lub zanika) w wielu krajach Europy Zachodniej i Środkowej, został wpisany na lokalne listy gatunków zagrożonych (m.in. w Niemczech, Austrii, Irlandii, Czech, Norwegii).
Spadek liczebności osobników wynika z wrażliwości na zanieczyszczenie wód substancjami chemicznymi oraz związane ze zrzutem ścieków deficyty tlenowe. Zagrożeniem są też prace hydrotechniczne prowadzące do osuszania terenów i likwidacji zbiorników wodnych w dolinach rzek. Ponadto w przeszłości na spadek liczebności jej populacji miało wpływ to, że szczeżuje wielkie, podobnie jak inne duże małże z rodziny skójkowatych, wykorzystywane były gospodarczo jako pokarm dla zwierząt gospodarskich. W dalszym ciągu zagrożenie stanowić może pozyskiwanie osobników tego gatunku z natury do zasiedlania przydomowych oczek wodnych.
W Polsce szczeżuja wielka była dawniej pospolita, obecnie jest gatunkiem rzadkim, objętym częściową ochroną gatunkową. W Polskiej czerwonej księdze zwierząt. Bezkręgowce została zaliczona do kategorii EN (gatunki bardzo wysokiego ryzyka, silnie zagrożone).